# 26 de agosto
El 26 de agosto es el 238.º (ducentésimo trigésimo octavo) día del año del calendario gregoriano y el 239.º en los años bisiestos. Quedan 127 días para finalizar el año.

## Acontecimientos
- 1071: cerca de Muş, Alp Arslan, sultán de la dinastía Selyúcida, derrota al basileos Romano IV Diógenes, emperador de Bizancio, en la Batalla de Manzikert.
- 1272: en Montpellier, Jaime I de Aragón, ratifica en testamento las donaciones a sus hijos Pedro y Jaime: la baronía de Ayerbe para el primero, y la de Jérica para el segundo.
- 1346: en el marco de la guerra de los Cien Años tiene lugar la batalla de Crécy, con victoria decisiva inglesa sobre los franceses.
- 1542: en el marco de la Colonización española de América, la expedición del militar español Francisco de Orellana llega a la desembocadura del río Amazonas.
- 1549: en el marco de la Conquista de Chile, por órdenes del gobernador español Pedro de Valdivia, el capitán Francisco de Aguirre refunda la ciudad de La Serena.
- 1665: en Alemania, el astrónomo aficionado Abraham Ihle descubre el cúmulo estelar M22 en la constelación de Sagitario.
- 1702: en el marco de la guerra de sucesión española, un cuerpo expedicionario angloneerlandés desembarca en Rota (Cádiz) y saquea varias poblaciones de la provincia.
- 1789: en Francia, en el marco de la Revolución Francesa, la Asamblea Nacional Constituyente aprueba la Declaración de los Derechos del Hombre y del Ciudadano.
- 1810: en el marco de la Independencia de la Argentina, el ex virrey del Río de la Plata, Santiago de Liniers, es fusilado, tras el fracaso de la Contrarrevolución de Córdoba.
- 1813: en el marco de las Guerras Napoleónicas, las tropas de Napoleón Bonaparte vencen a las fuerzas de la Sexta Coalición en la batalla de Dresde.
- 1883: en Indonesia continúa la erupción violenta del volcán Krakatoa, que explotará en la mañana del 27 de agosto, y dejará un saldo de 36 417 víctimas fatales.
- 1896: en Filipinas estalla la rebelión del Katipunan contra España, entonces potencia colonial.
- 1914: en São Paulo (Brasil) se funda la Sociedade Esportiva Palmeiras.
- 1920: se adopta en Estados Unidos la Decimonovena Enmienda de la Constitución y las mujeres ganan el derecho al voto.
- 1922: en el marco de la guerra greco-turca, los turcos derrotan al ejército griego en la batalla de Dumlupinar.
- 1936: en Londres (Reino Unido), la BBC realiza la primera transmisión mundial de televisión.
- 1937: en el marco de la guerra civil española, la ciudad de Santander se rinde a las tropas franquistas.
- 1940: en San José (Costa Rica), se funda la Universidad de Costa Rica.
- 1945: en el marco de la Segunda Guerra Mundial, finaliza la batalla de Luzón entre las fuerzas del comandante japonés Tomoyuki Yamashita y las del general estadounidense Douglas MacArthur.
- 1946: Estados Unidos acepta la jurisdicción obligatoria de la Corte Internacional Permanente de Justicia, que dejará de aceptar en 1986 (al ser condenado por el Caso Nicaragua contra Estados Unidos).
- 1947: en Nueva York, el Consejo de Seguridad de las Naciones Unidas adopta la Resolución 32 condenando los hechos de violencia de la Revolución Nacional de Indonesia.
- 1952: un avión de reacción británico realiza por primera vez en un día el vuelo de ida y vuelta sobre el océano Atlántico.
- 1957: en Argel (Argelia) ―en el marco de la Guerra contra Francia―, dos miembros del Frente de Liberación Nacional caen después de combatir 12 horas contra 500 soldados invasores franceses al mando de Marcel Bigeard (batalla de Argel).
- 1961: Birmania se convierte en la primera república budista del mundo.
- 1966: En Omugulugwombashe (África del Sudoeste, hoy Namibia), las Fuerzas de Defensa de Sudáfrica atacan un comando del Ejército Popular de Liberación de Namibia, brazo armado de la Organización del Pueblo de África del Sudoeste (SWAPO). Dando inicio a la Guerra de Liberación de Namibia.
- 1976: en Ámsterdam (Países Bajos) se publican las cartas que demuestran que la empresa estadounidense Lockheed sobornó al príncipe consorte Bernardo de Lippe-Biesterfeld con 1,1 millones de dólares. La reina Juliana amenaza al pueblo neerlandés con abdicar si su esposo fuera juzgado.
- 1977: en Berlín Occidental, la atleta Rosemarie Ackermann se convierte en la primera mujer en superar los 2 metros en la prueba de salto de altura.
- 1978: en Ciudad del Vaticano, Juan Pablo I es elegido papa número 263 de la Iglesia católica. Fallecerá un mes después.
- 1983: el País Vasco sufre una de sus mayores inundaciones, en la que perecen decenas de personas.
- 1988: En Perú, a las 18:50 h, se hunde el submarino "Pacocha", tras impactarse con el buque Kiowa Maru.
- 1990: se produce la matanza de Puerto Hurraco, en la que son asesinadas nueve personas y doce fueron heridas.
- 1991: en Finlandia, el estudiante Linus Torvalds postea un mensaje en el grupo de noticias USENET comp.os.minix acerca del nuevo kérnel Linux que ha estado desarrollando.
- 1999: en el Campeonato Mundial de Atletismo de Sevilla (España), el velocista estadounidense Michael Johnson impone nuevo récord mundial en la especialidad de los 400 m planos tras cronometrar una marca de 43.18 segundos, cifra que estuvo vigente hasta 2016, cuando Wayde van Niekerk lo hizo en 43.03 segundos
- 2003: el cantante puertorriqueño Chayanne, lanza al mercado su 12.º álbum de estudio titulado Sincero.
- 2007: en Inglaterra, el guitarrista John Frusciante da su último concierto junto a los Red Hot Chili Peppers.
- 2008: el cantante, compositor y productor musical puertorriqueño Luis Fonsi, lanza al mercado su séptimo álbum de estudio y sexto álbum realizado en español, titulado Palabras del silencio.
- 2008: el 26 de agosto Slipknot lanza All Hope is Gone .
- 2017: en Las Vegas, Nevada, Estados Unidos, se dio la pelea entre el boxeador estadounidense invicto Floyd Mayweather Jr. y el luchador MMA irlandés y campeón Peso Ligero de la UFC Conor McGregor. Esto marcó el retiro definitivo de Mayweather en el boxeo profesional, rompiendo el récord de 50 victorias consecutivas y 0 derrotas.
- 2023: En Rumania, una doble explosión cerca de Bucarest deja al menos 2 muertos y 56 heridos.

## Nacimientos
- 1469: Fernando II, rey napolitano (f. 1496).
- 1540: Magnus de Holstein, aristócrata danés (f. 1583).
- 1548: Bernardino Poccetti, pintor italiano (f. 1612).
- 1562: Bartolomé Leonardo de Argensola, poeta e historiador español (f. 1631).
- 1596: Federico V del Palatinado, rey checo (f. 1632).
- 1659: Andrea Fantoni, escultor italiano (n. 1734).
- 1676: Robert Walpole, político británico (f. 1745).

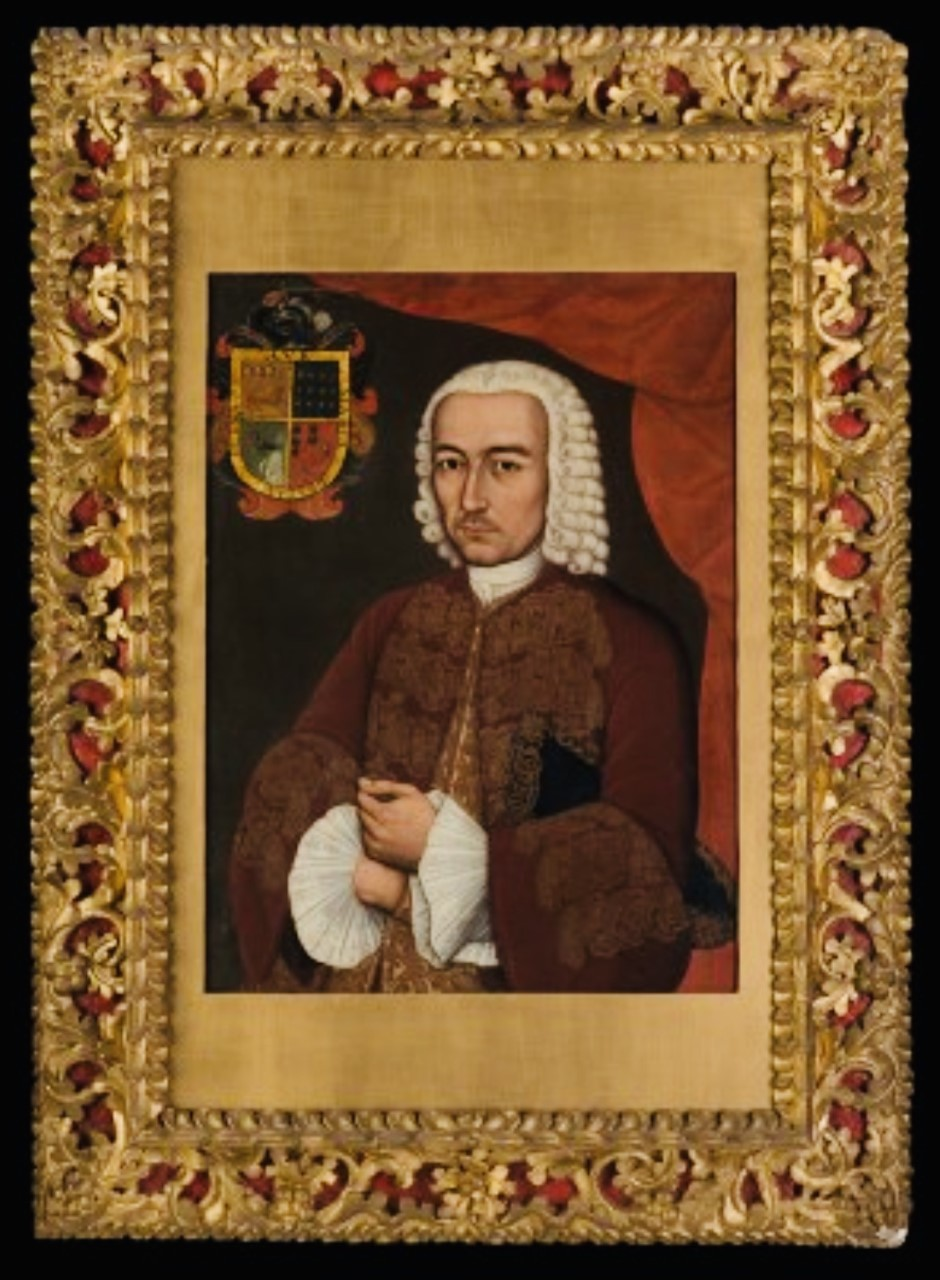
Pedro Agustín de Valencia.

- 1710: Pedro Agustín de Valencia, empresario y filántropo neogranadino (f. 1788).
- 1727: Luis de Misón, flautista español (f. 1766).

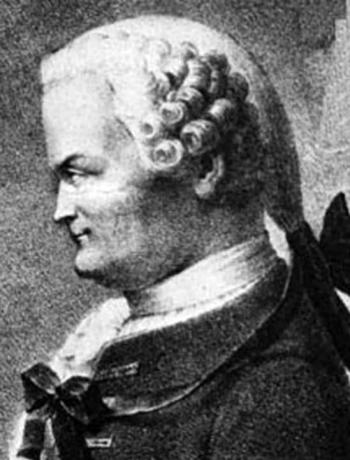
Johann Heinrich Lambert.

- 1728: Johann Heinrich Lambert, matemático y astrónomo franco-alemán (f. 1777).
- 1740: Joseph Montgolfier, inventor francés (f. 1810).
- 1743: Antoine Lavoisier, químico francés (f. 1794).
- 1751: Manuel Abad Queipo, religioso español (f. 1751).
- 1776: Juan María Céspedes, sacerdote y científico que participó en la independencia de Colombia (f. 1848).
- 1789: Abbas Mirza, aristócrata persa (f. 1833).
- 1792: Manuel Oribe, militar y político uruguayo (f. 1857).
- 1797: Inocencio de Alaska, arzobispo ortodoxo ruso (f. 1879).
- 1802: Ludwig Schwanthaler, escultor alemán (f. 1848).
- 1807: Luis Daniel Beauperthuy, médico y naturalista francés radicado en Venezuela, descubridor del agente transmisor de la fiebre amarilla (f. 1871).
- 1817: María Eugenia de Jesús, religiosa francesa (f. 1898).
- 1818: Ignacio de la Llave, militar mexicano (f. 1863).
- 1819: Alberto de Sajonia-Coburgo-Gotha, aristócrata británico, esposo de la reina Victoria (f. 1861).
- 1837: Manuel Cassola, militar español (f. 1890).
- 1844: José Villegas Cordero, pintor español (f. 1921).
- 1845: Mary Ann Nichols, mujer británica, primera víctima de Jack el Destripador (f. 1888).
- 1848: Juan Rius Rivera, general puertorriqueño del Ejército Libertador de Cuba (ejército mambí) (f. 1924).
- 1851: Émile Boirac, filósofo y psíquico francés (f. 1917).
- 1858: Fray Mocho, escritor y periodista argentino (f. 1903).
- 1860: Luis Siret, arqueólogo español (f. 1934).
- 1860: Julia Wernicke, pintora y grabadora argentina (f. 1932).
- 1868: Juan B. Delgado, poeta mexicano (f. 1929).
- 1873: Lee De Forest, inventor estadounidense (f. 1961).
- 1875: John Buchan, novelista y político escocés (f. 1940).

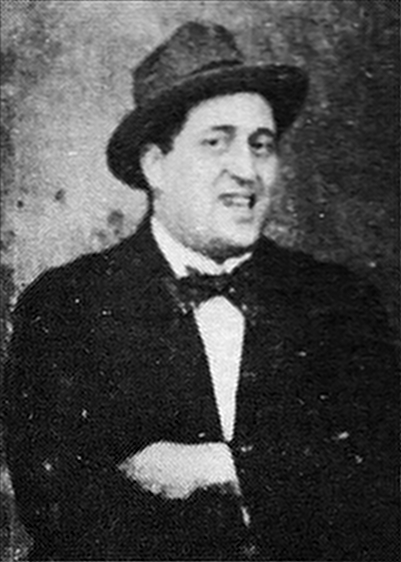
Guillaume Apollinaire.

- 1880: Guillaume Apollinaire, escritor francés (f. 1918).
- 1882: James Franck, físico y químico germano-estadounidense, premio nobel de física en 1925 (f. 1964).
- 1885: Jules Romains, escritor francés (f. 1972).
- 1886: Rudolf Belling, escultor alemán (f. 1972).
- 1886: Ceferino Namuncurá, beato argentino (f. 1905).
- 1887: Luis Abraham Delgadillo, compositor nicaragüense (f. 1961).
- 1888: Jesús López Lira, militar mexicano (f. 1961).
- 1889: César Atahualpa Rodríguez, poeta peruano (f. 1972).
- 1889: Federico Ponce Vaides, político guatemalteco (f. 1956).
- 1890: Álvaro Retana, escritor, dibujante y compositor español (f. 1970).
- 1892: Gaetano Belloni, ciclista italiano (f. 1980).
- 1892: Ruth Roland, actriz estadounidense (f. 1937).
- 1892: Jorge Volio Jiménez, sacerdote, militar y político costarricense (f. 1955).
- 1896: Besse Cooper, supercentenaria estadounidense (f. 2012).
- 1896: Juan Subercaseaux Errázuriz, sacerdote chileno (f. 1942).
- 1897: Yun Bo-seon, político surcoreano (f. 1990).

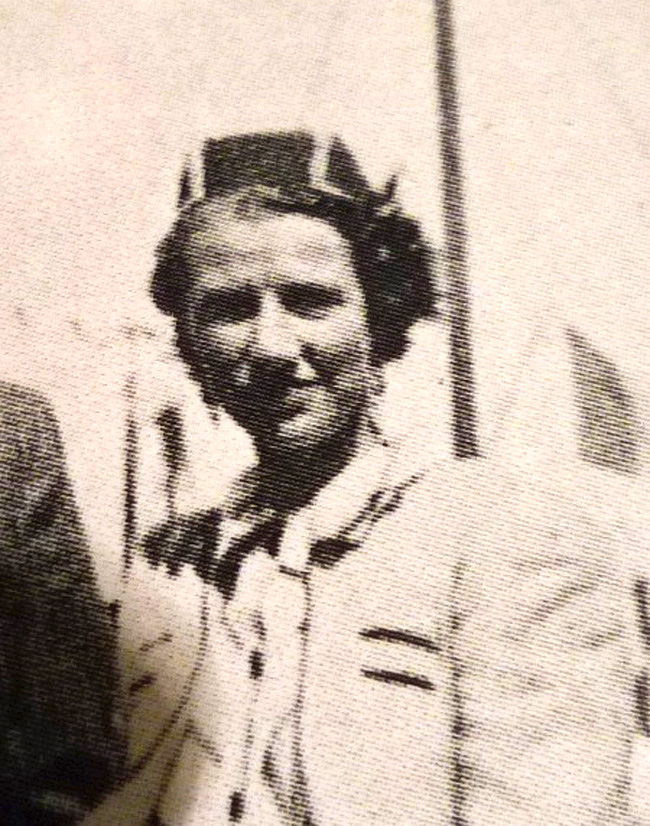
Peggy Guggenheim.

- 1898: Peggy Guggenheim, coleccionista de arte y mecenas estadounidense (f. 1979).
- 1899: Rufino Tamayo, pintor mexicano (f. 1991).
- 1900: Jorge Galina, político argentino (f. 1973).
- 1900: Alejandro Garretón, médico chileno (f. 1980).
- 1901: Hans Kammler, ingeniero alemán nazi, oficial de las SS (f. 1945).
- 1901: Maxwell D. Taylor, general y diplomático estadounidense (f. 1987).
- 1901: Jimmy Rushing, cantante estadounidense, de la banda Oklahoma City Blue Devils (f. 1972).
- 1901: Chen Yi, militar y político chino (f. 1972).
- 1904: Christopher Isherwood, escritor británico (f. 1986).
- 1905: Helen Katherine Sharsmith, bióloga estadounidense (f. 1982).
- 1906: Albert Sabin, virólogo polaco-estadounidense (f. 1993).
- 1909: Jim Davis, actor estadounidense (f. 1981).
- 1910: Madre Teresa de Calcuta, monja católica albanesa (f. 1997).
- 1911: Otto Binder, escritor estadounidense (f. 1974).
- 1912: Julio Philippi Izquierdo, escritor y político chileno (f. 1997).
- 1913: Boris Pahor, escritor esloveno.
- 1914: Julio Cortázar, escritor, traductor e intelectual argentino (f. 1984).
- 1914: Atilio García, futbolista argentino (f. 1973).
- 1916: Fernando Schwalb López-Aldana, abogado, diplomático y político peruano (f. 2002).
- 1917: Enrique Tola Mendoza, ingeniero y político peruano (f. 1996).
- 1918: Katherine Johnson, física, científica espacial y matemática estadounidense (f. 2020).
- 1918: Ripsimé Djanpoladián, armenóloga, epigrafista y arqueóloga soviética de origen armenio (f. 2004)
- 1920: Ernesto Aramburú Menchaca, arquitecto peruano (f. 2010).
- 1920: Prem Tinsulanonda, político y militar tailandés (f. 2019).
- 1921: Benjamin Bradlee, periodista y publicista estadounidense (f. 2014).
- 1921: Joaquín Luis Romero Marchent, cineasta española (f. 2012).
- 1923: Wolfgang Sawallisch, director de orquesta y pianista alemán (f. 2013).
- 1924: Rosa Reyna, bailarina mexicana (f. 2006).
- 1925: Gustavo Becerra-Schmidt, compositor chileno (f. 2010).
- 1925: Juan Héctor Hunziker, botánico argentino (f. 2003).
- 1925: Alain Peyrefitte, político francés (f. 1999).
- 1929: Roberto Capablanca, humorista uruguayo (f. 2013).
- 1929: Jorge Presno, abogado y político uruguayo (f. 2010).
- 1929: José Carlos Trigo, futbolista y entrenador boliviano.
- 1931: Kálmán Markovits, waterpolista húngaro (f. 2009).
- 1931: Zeferino Nandayapa, músico y compositor mexicano (f. 2010).
- 1932: Lygia Bojunga Nunes, escritora brasileña.
- 1932: Luis Salvadores, baloncestista chileno.
- 1934: Ricardo Claro, empresario chileno (f. 2008).
- 1934: Tom Heinsohn, baloncestista y entrenador estadounidense.
- 1935: Luis Barrios Tassano, político uruguayo (f. 1991).
- 1935: Geraldine Ferraro, política estadounidense (f. 2011).
- 1935: José Ramos Delgado, futbolista argentino (f. 2010).
- 1936: Hisako Ōishi, político japonés (f. 2012).
- 1936: Milagros Ortiz Bosch, política dominicana.
- 1936: Bruno Sivilotti, ciclista italiano.
- 1937: Blanca Rosa Gil, cantante cubana de boleros.
- 1937: Gennadi Yanáyev, político soviético (f. 2010).
- 1938: Marcello Gandini, diseñador de coches italiano.
- 1939: John Biehl, político y diplomático chileno.
- 1940: Nik Turner, músico británico (f. 2022).
- 1941: Barbet Schroeder, cineasta francés.
- 1943: Héctor Manuel Vidal, director de teatro y actor uruguayo (f. 2014).
- 1946: Artemio Alisio, dibujante y artista argentino (f. 2006).
- 1944: John Getreu, asesino serial estadounidense (f. 2023), condenado a cadena perpetua por el asesinato de tres muchachas entre 1969 y 1974; muerto en prisión.
- 1944: Ricardo de Gloucester, aristócrata británico.
- 1945: Payo Grondona, músico chileno.
- 1945: Tom Ridge, político estadounidense.
- 1945: Javier Tusell, historiador español (f. 2005).
- 1945: Jo Freeman, polítologa, escritora y abogada feminista estadounidense.
- 1946: Manuel Callau, actor argentino.
- 1946: Zhou Ji, político chino.
- 1946: Valerie Simpson, cantante estadounidense, de Ashford & Simpson.
- 1946: Mark Snow, compositor estadounidense.
- 1947: Nicolae Dobrin, futbolista rumana (f. 2007).
- 1948: Robert Trump, desarrollador de bienes raíces estadounidense (f. 2020).
- 1948: Clarita Parra, músico chilena.
- 1948: Harvey Marlatt, baloncestista estadounidense (f. 2024).
- 1949: Virginia Vallejo, periodista colombiana.
- 1950: Benjamin Hendrickson, actor estadounidense (f. 2006).
- 1950: Felipe Lamarca, empresario y economista chileno.
- 1951: Edward Witten, físico y matemático estadounidense.
- 1952: Jorge Coscia, cineasta y político argentino.
- 1952: Michael Jeter, actor estadounidense.
- 1954: Scott Henderson, guitarrista estadounidense.
- 1956: Brett Cullen, actor estadounidense.

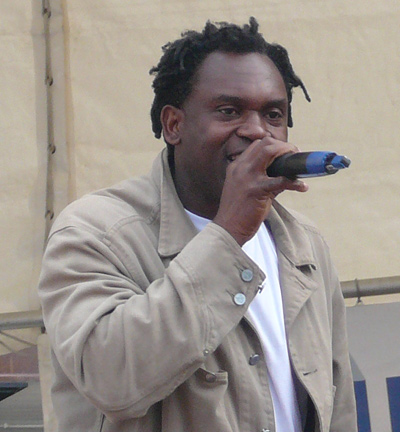
Dr. Alban.

- 1957: Dr. Alban, músico y productor nigeriano-sueco.
- 1957: Franco Giordano, político italiano.
- 1958: Juan Señor, futbolista español.
- 1959: Oscar López Goldaracena; político, abogado y escritor uruguayo.
- 1959: Stan Van Gundy, entrenador de baloncesto estadounidense.
- 1960: Pablo Crespo, político y empresario español.
- 1960: Branford Marsalis, saxofonista y compositor estadounidense, de la banda Buckshot Le Fonque.
- 1960: Ola Ray, actriz y modelo estadounidense.
- 1960: Alejandro Sánchez Camacho, político mexicano.
- 1961: Jorge Ferraresi, ingeniero argentino.
- 1962: Roger Kingdom, atleta estadounidense.
- 1962: Vicky Larraz, cantante española.
- 1963: Stephen J. Dubner, escritor y periodista estadounidense.
- 1964: Aurora Beltrán, música española, de la banda Tahures Zurdos.
- 1964: Silvia Espigado, actriz española.
- 1965: Carolina Arregui, actriz chilena.
- 1965: Carlos Quintana, beisbolista venezolano.
- 1965: Marcus du Sautoy, matemático británico.

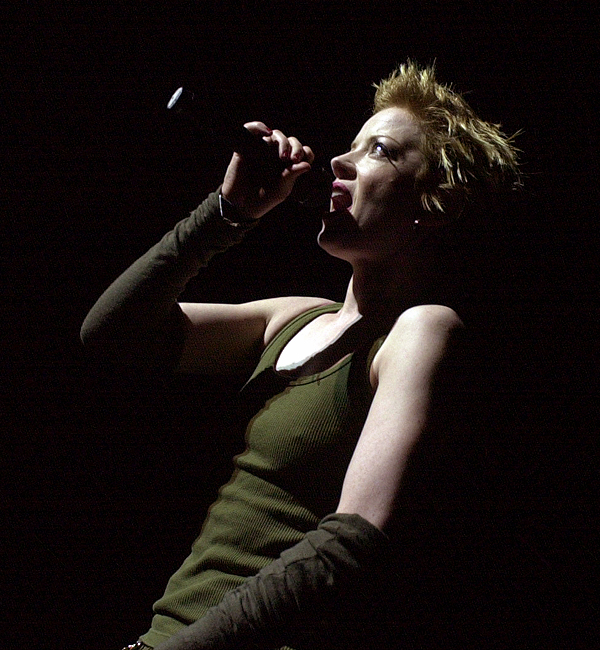
Shirley Manson.

- 1966: Shirley Manson, cantante británica, de la banda Garbage.
- 1967: Aleksandar Đorđević, baloncestista serbio.
- 1967: Oleg Taktarov, actor y peleador retirado ruso.
- 1968: Chris Boardman, ciclista británico.
- 1969: Jorge Sanz, actor español.
- 1970: Claudia Amura, ajecdrecista argentina.
- 1970: Omar González Onostre, cantante boliviano, de la banda Octavia.
- 1970: Velko Iotov, futbolista búlgaro.
- 1970: Melissa McCarthy, actriz y escritora estadounidense.
- 1970: Rafael Romero Valcárcel, poeta peruano.

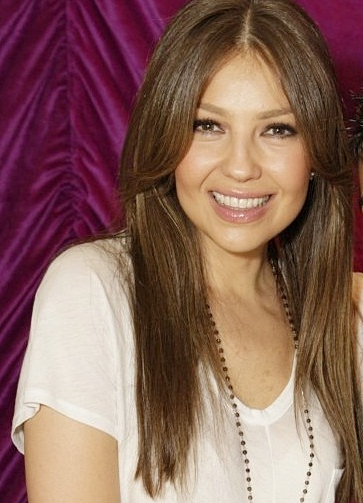
Thalía.

- 1971: Thalía, cantante, actriz y empresaria mexicana.
- 1971: Lisard González, baloncestista español.
- 1971: Giuseppe Pancaro, futbolista italiano.
- 1972: Roberto Matute Puras, futbolista español.
- 1972: Leslie Stewart, actriz peruana.
- 1974: Kelvin Cato, baloncestista estadounidense.
- 1974: Joaquín Furriel, actor argentino.
- 1974: Txomin Nagore, futbolista español.
- 1976: Kiko Hernández, celebridad televisiva español.
- 1976: Zemfira, cantante rusa.
- 1976: Amaia Montero, cantante española.
- 1977: Barbie Almalbis, cantante y guitarrista filipina.
- 1977: Therese Alshammar, nadadora sueca.
- 1977: Morris Peterson, baloncestista estadounidense.
- 1978: Hestrie Cloete, atleta sudafricana.
- 1978: Pablo Guiñazú, futbolista argentino.
- 1978: Juan Pablo Ramírez, futbolista colombiano.
- 1979: Christian Mora, futbolista ecuatoriano.
- 1979: Weligton Robson de Oliveira, futbolista brasileño.
- 1979: Allison Robertson, guitarrista estadounidense, de la banda The Donnas.
- 1979: Lito MC Cassidy (Rafael Sierra Pascual), rapero puertorriqueño.

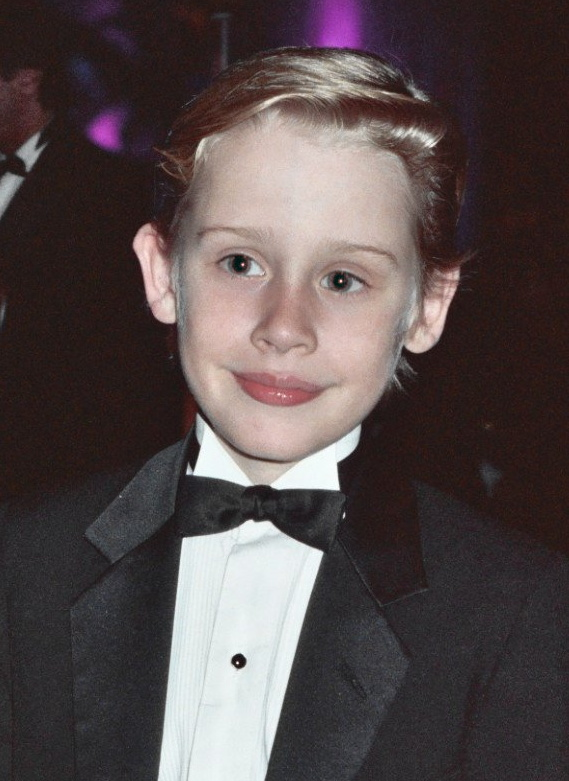
Macaulay Culkin.

- 1980: Macaulay Culkin, actor estadounidense.
- 1980: Manolis Papamakarios, baloncestista griego.

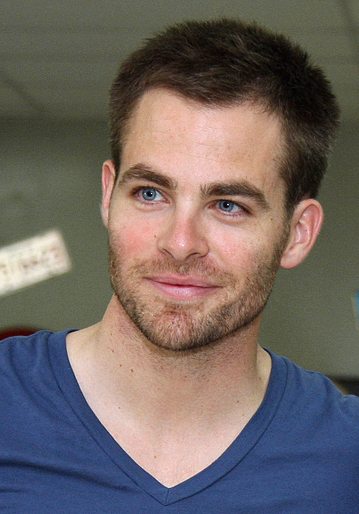
Chris Pine.

- 1980: Chris Pine, actor estadounidense.
- 1981: Andreas Glyniadakis, baloncestista griego.
- 1981: Vangelis Moras, futbolista griego.
- 1981: Álvaro Solís, futbolista colombiano.
- 1981: Petey Williams, luchador canadiense.
- 1982: John Mulaney, comediante estadounidense.
- 1983: Mattia Cassani, futbolista italiano.
- 1983: Federico Nieto, futbolista argentino.
- 1983: Félix Porteiro, piloto de carreras español.
- 1984: Cícero Santos, futbolista brasileño.
- 1984: Carla Jara, actriz chilena.
- 1984: Álvaro Lara, futbolista chileno (f. 2011).
- 1985: David Price, beisbolista estadounidense.
- 1985: Danilo Wyss, ciclista suizo.
- 1985: Agustina Casanova, periodista argentina.
- 1986: Colin Kazim-Richards, futbolista angloturco.
- 1986: Cassie Ventura, actriz y cantante estadounidense.
- 1987: Aleksandr Martynovich, futbolista bielorruso.
- 1988: Elvis Andrus, beisbolista venezolano.
- 1988: Danielle Savre actriz estadounidense.
- 1989: James Harden, baloncestista estadounidense.
- 1989: Luis Cepeda, cantante español.
- 1990: Lil' Chris, actor y cantante británico (f. 2015).
- 1990: Mateo Musacchio, futbolista argentino.
- 1990: Viviana Serna, actriz colombiana.
- 1991: Arnaud Démare, ciclista francés.
- 1991: Dylan O'Brien, actor estadounidense.
- 1991: Marcelo Augusto Mathias da Silva,  futbolista brasileño del Chapecoense (f. 2016).
- 1992: Hayley Hasselhoff actriz estadounidense.
- 1992: Tomáš Koubek, futbolista checo.
- 1993: Keke Palmer, actriz y cantante estadounidense.
- 1993: Lucic Kardeck, futbolista italiano.
- 1993: Marko Livaja, futbolista croata.
- 1994: Guillermo Andrés Méndez, futbolista uruguayo.
- 1995: Herman Stengel, futbolista noruego.
- 1998: Soyeon, rapera surcoreana, líder del grupo (G)I-dle.
- 1998: Charlie Gillespie, actor y músico canadiense.
- 1998: Brusdar Graterol, beisbolista venezolano.
- 2001: Alex Antetokounmpo, baloncestista griego.

## Fallecimientos

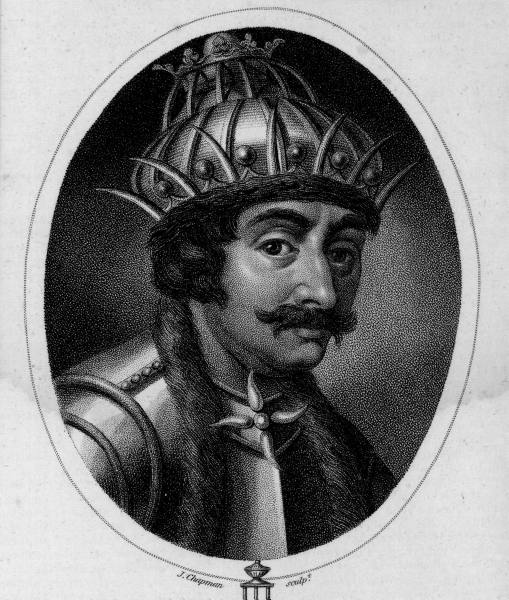
Teodorico el Grande.

- 526: Teodorico el Grande, rey ostrogodo (n. 454).
- 887: Kōkō, emperador japonés (n. 830).
- 1278: Otokar II, monarca bohemio (n. 1230).
- 1346: Carlos II de Alençon, aristócrata francés (n. 1297).
- 1346: Luis I de Flandes, aristócrata francés (n. 1304).
- 1346: Juan I, rey bohemio (n. 1296).
- 1349: Thomas Bradwardine, arzobispo británico (n. 1290).
- 1551: Margaret Leijonhufvud, reina consorte sueca (n. 1516).
- 1572: Pierre de la Ramée, humanista francés (n. 1515).
- 1595: Antonio, prior de Crato, aristócrata portugués (n. 1531).

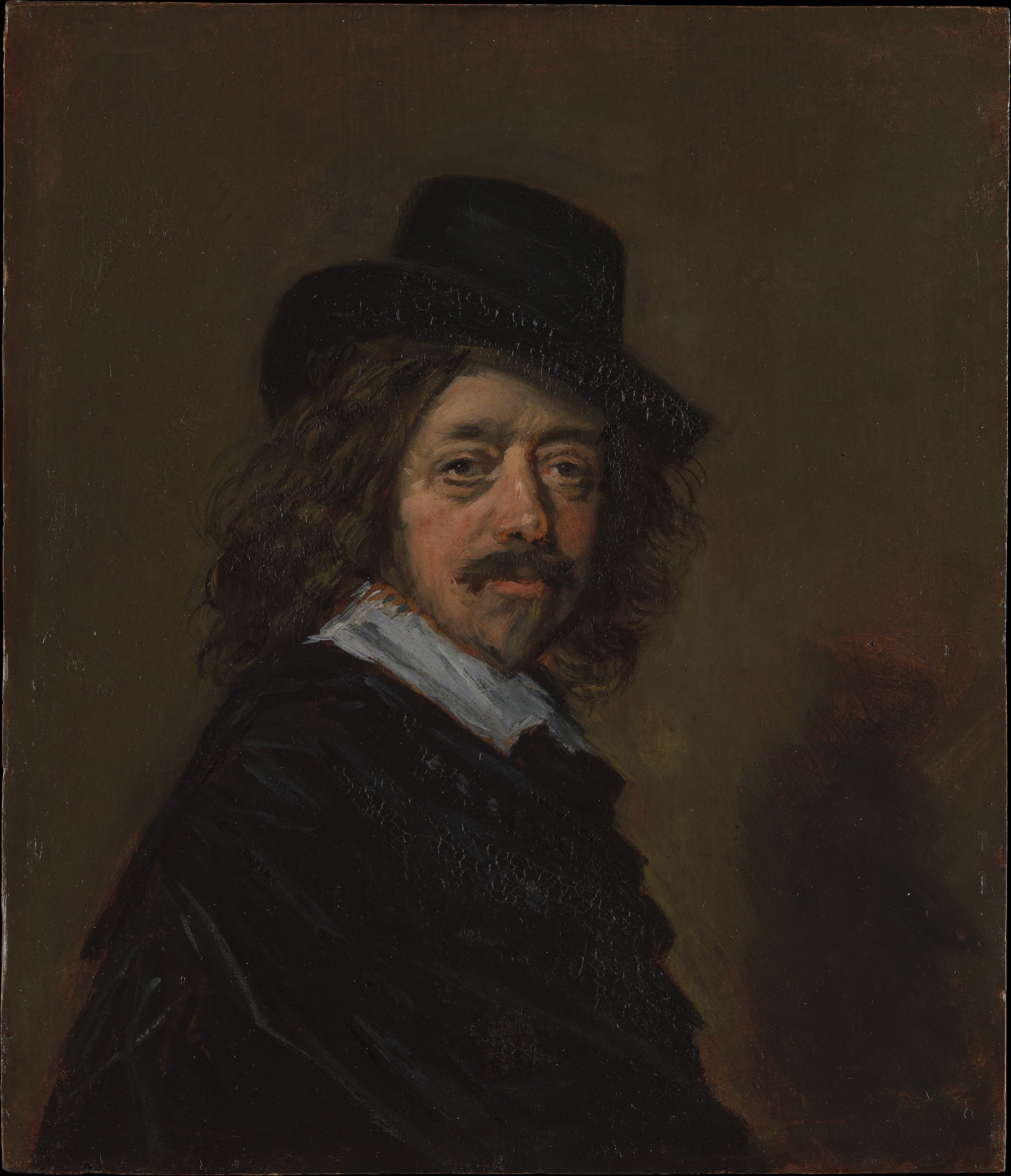
Frans Hals.

- 1666: Frans Hals, pintor barroco neerlandés (n. 1580).
- 1693: Johann Christoph Bach, violinista y compositor alemán (n. 1645).
- 1723: Antonie van Leeuwenhoek, biólogo neerlandés (n. 1632).
- 1785: Ventura Rodríguez, arquitecto español (n. 1717).
- 1786: George Germain, político y militar británico (n. 1716).
- 1791: José Iglesias de la Casa, poeta español (n. 1748).
- 1795: Cagliostro (Giuseppe Balsamo), masón, charlatán y alquimista italiano (n. 1743).
- 1806: Johann Philipp Palm, librero y héroe alemán (n. 1768).
- 1810: Juan Gutiérrez de la Concha, marino y militar español (n. 1760).

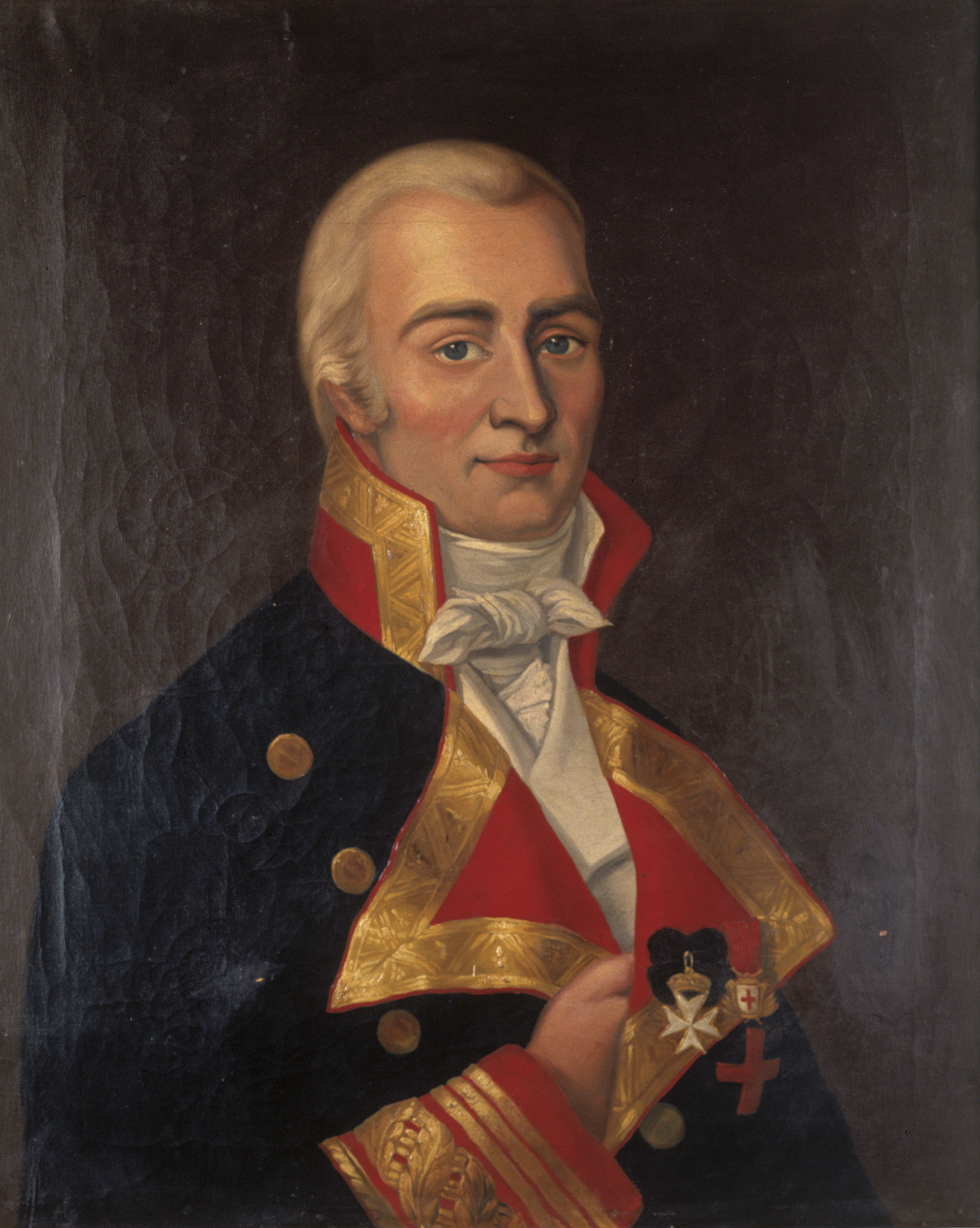
Santiago de Liniers.

- 1810: Santiago de Liniers, militar y virrey del Río de la Plata (n. 1753).
- 1816: Charles Hubert Millevoye, poeta francés (n. 1782).
- 1816: Vicente Joaquín Osorio de Moscoso y Guzmán, aristócrata español (n. 1756).
- 1825: Jorge Bessières, militar francés (n. 1780).
- 1830: Carl Fredrik Fallén, botánico sueco (n. 1764).
- 1836: William Elford Leach, biólogo británico (n. 1790).
- 1850: Luis Felipe I, aristócrata francés (n. 1773).
- 1857: Adolf von Schlagintweit, botánico y explorador alemán (n. 1829).
- 1865: Johann Franz Encke, astrónomo alemán (n. 1791).
- 1874: Julie-Victoire Daubié, periodista francesa (n. 1824).
- 1886: Antonio Plaza Llamas, militar y periodista mexicano (n. 1830).
- 1892: Julio de Vedia. militar argentino (n. 1826).
- 1895: Friedrich Miescher, biólogo y médico suizo (n. 1844).
- 1897: Teresa de Jesús Jornet e Ibars, monja española (n. 1843).
- 1902: Hermógenes Pérez de Arce Lopetegui, político y periodista español (n. 1845).
- 1910: William James, psicólogo y filósofo estadounidense (n. 1842).
- 1912: José María Velasco, pintor paisajista mexicano (n. 1840).
- 1915: John Bunny, comediante estadounidense (n. 1863).
- 1921: Sándor Wekerle, político húngaro (n. 1848).
- 1923: Ricardo Codorníu y Stárico, ingeniero español (n. 1846).
- 1924: Eugenio Py, cineasta y fotógrafo argentino (n. 1859).
- 1930: Lon Chaney, actor estadounidense (n. 1883).
- 1931: Hamaguchi Osachi, político japonés (n. 1870).
- 1931: Myriam Stefford, actriz argentino (n. 1905).
- 1933: Augusto Orrego Luco, psiquiatra chileno (n. 1849).
- 1935: José Yves Limantour, político mexicano (n. 1854).
- 1937: Andrew Mellon, banquero estadounidense (n. 1855).
- 1944: Adam von Trott zu Solz, jurista y diplomático alemán (n. 1909).
- 1945: Pío Collivadino, pintor argentino (n. 1869).
- 1945: Franz Werfel, novelista, dramaturgo y poeta checo (n. 1890).
- 1946: Jeanie MacPherson, actriz estadounidense (n. 1887).
- 1951: Adelardo Covarsí, pintor, profesor e historiador del Arte español (n. 1885).
- 1953: Manuel Lorenzo Pardo, político y fotógrafo español (n. 1881).
- 1955: Gregorio Aráoz Alfaro, médico español (n. 1870).

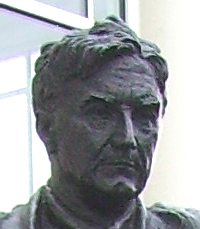
Ralph Vaughan Williams.

- 1958: Ralph Vaughan Williams, compositor británico (n. 1872).
- 1964: Sixto Cámara Tecedor, matemático español (n. 1878).
- 1967: Carlos J. Rodríguez, político argentino (n. 1875).
- 1967: Andrés Sas, compositor peruano (n. 1900).
- 1968: Kay Francis, actriz estadounidense (n. 1899).
- 1969: Manuel Menchaca, médico y político argentino (n. 1876).
- 1971: Jorge de la Vega, pintor argentino  (n. 1930).
- 1973: Mercedes Negrón Muñoz, poeta portorriqueña (n. 1895).

Charles Lindbergh.

- 1974: Charles Lindbergh, aviador e ingeniero estadounidense (n. 1902).
- 1976: Lotte Lehmann, cantante alemana (n. 1888).
- 1977: H.A. Rey, escritor francés conocido por su saga de libros Jorge el curioso (n.1898).
- 1978: Charles Boyer, actor francés (n. 1916).
- 1978: José Manuel Moreno, futbolista argentino (n. 1908).
- 1978: José Expósito Leiva, periodista anarquista español (n. 1918).
- 1979: Mika Waltari, escritor finlandés (n. 1908).
- 1980: Tex Avery, animador y caricaturista estadounidense (n. 1908).
- 1981: Roger Nash Baldwin, activista social estadounidense (n. 1884).
- 1985: Leopoldo Querol, pianista español (n. 1899).
- 1986: Ted Knight, actor estadounidense (n. 1923).
- 1987: Vern Gardner, baloncestista estadounidense (n. 1925).
- 1987: Georg Wittig, químico alemán (n. 1897).
- 1988: Carlos Paião, cantante portugués (n. 1957).
- 1989: Andrés Sabella, escritor y dibujante chileno (n. 1912).
- 1989: Irving Stone, escritor estadounidense (n. 1903).
- 1990: Vicente Flores Navarro, dibujante español (n. 1911).
- 1990: Minoru Honda, astrónomo japonés (n. 1913).
- 1992: José María Angelat, actor español (n. 1921).
- 1992: Carlos Burone, periodista argentino (n. 1924).
- 1992: Arturo Martínez, actor mexicano (f. 1918).
- 1992: Bob de Moor, ilustrador y escritor belga (n. 1925).
- 1992: Porfirio Martínez Peñaloza, escritor mexicano (n. 1916).
- 1993: Reima Pietilä, arquitecto finlandés (n. 1923).
- 1994: Jesús Otero, escultor español (n. 1923).
- 1995: John Brunner, escritor británico (n. 1934).
- 1995: Josep Pi-Sunyer, político catalán (n. 1913).
- 1996: Alejandro Lanusse, militar argentino (n. 1918).
- 1998: Frederick Reines, físico estadounidense, premio nobel de física en 1995 (n. 1918).
- 2001: Marita Petersen, primera ministra de las islas Feroe (n. 1940).
- 2002: Miguel Querol Gavalda, compositor español (n. 1912).
- 2003: José Delarra, escultor cubano (n. 1938).
- 2004: Laura Branigan, cantante estadounidense (n. 1952).
- 2005: Denis D'Amour, guitarrista canadiense, de la banda Voivod (n. 1960).
- 2006: Rainer Barzel, político alemán (n. 1924).
- 2006: Miguel Bebán, actor argentino (n. 1918).
- 2006: Liliana Durán. actriz española (n. 1935).
- 2007: Domingo Onofrio, artista argentino (n. 1925).
- 2007: Gaston Thorn, político luzemburgués (n. 1928).
- 2010: Raimon Panikkar, filósofo, teólogo y escritor español[1] (n. 1918).
- 2010: Miguel Ángel Castanedo, empresario español[2] (n. 1948).
- 2011: Lorenzo Morales, cantautor colombiano (n. 1914).[3]
- 2011: Alejandro Parodi, actor mexicano (n. 1928).
- 2011: Manuel Saavedra, futbolista chileno (n. 1941).
- 2012: A. K. Hangal, actor indio (n. 1917).
- 2016: Marta Portal, escritora, crítica y periodista española (n. 1930).
- 2017: Alicia Juárez, actriz y cantante mexicana (n. 1950).
- 2018: Alfonso Osorio García, político español (n. 1923).
- 2019: Pal Benko, ajedrecista estadounidense de origen húngaro (n. 1928).
- 2019: Colin Clark, futbolista estadounidense (n. 1984).
- 2019: Max Berliner, actor, autor y director de cine y teatro de origen polaco (n. 1919).
- 2020: José Lamiel, pintor y escultor español (n. 1924).
- 2020: Gerald Carr, astronauta e ingeniero aeronáutico estadounidense (n. 1932).
- 2020: André-Paul Duchâteau, escritor de cómics y novelista belga (n. 1925).
- 2020: Ronald E. Rosser, militar estadounidense (n. 1929).
- 2020: Joe Ruby, escritor de televisión, creador de dibujos animados y productor estadounidense (n. 1933).
- 2021: Juana Ginzo, actriz radiofónica española (n. 1922).

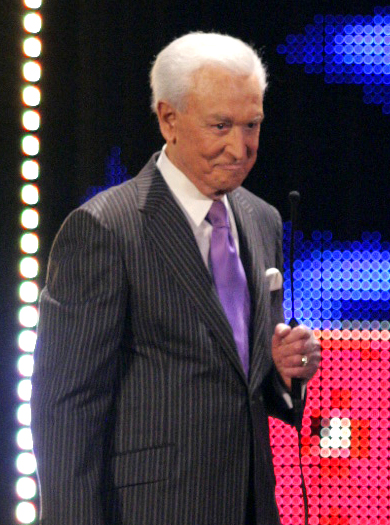
Bob Barker.

- 2023: Bob Barker, presentador de televisión estadounidense (n. 1923).
- 2024: Sven-Göran Eriksson, entrenador sueco de fútbol (n. 1948).

## Celebraciones
- Día Internacional contra el Dengue.[4]
- Día Internacional del Actor.

 Por países
(Por orden alfabético)
- Colombia: 
  - Día del Tecnólogo de Alimentos.

- Argentina: 
  - Día Nacional de la Solidaridad,[5]en honor de la madre Teresa de Calcuta.
  -  Misiones: 
    - Día Provincial de las Ferias Francas.[6]
    - Aniversario de Dos de Mayo.[7]Fundación: 26 de agosto de 1940 (84 años).

- Bolivia: 
  - Día de la Dignidad de las personas Adultas Mayores.

- Georgia
  -  Abjasia: Aniversario del Reconocimiento Oficial.[8]

- Namibia: 
  - Día de la Independencia.

- Perú
  - Día del Adulto Mayor (Ley 30.088).

- Uruguay: 
  - Día Nacional de Lucha Contra la Bulimia y la Anorexia Nerviosa.

### Santoral católico
- San Melquisedec de Salem, rey y sacerdote;[9]
- San Maximiliano de Roma, mártir;
- San Anastasio de Salona, batanero y mártir (s. III);
- San Víctor de Cesarea, mártir (s. III);
- San Alejandro de Bérgamo, mártir (s. III);
- San Eleuterio de Auxerre, obispo (s. VI);
- Beato Jacobo Retouret, presbítero y mártir (f. 1794);
- Santa Jeanne-Elisabeth Bichier des Ages, santa y religiosa (f. 1838);
- Santa María Baouardy, virgen y monja (f. 1878);
- Santa Teresa de Jesús Jornet Ibars, religiosa  (f. 1897);
- Beato Luis Valls Matamales, presbítero y mártir (f. 1936);
- Beato Alejandro Mas Ginester, presbítero y mártir (f. 1936);
- Beato Félix Vivet Trabal, religioso y mártir (f. 1936);
- Beata Leocadia Harasymiv, virgen y mártir (f. 1952);
- Beato Ceferino Namuncurá (f. 1905).
- Beato Juan Pablo I, papa (f. 1978).